# Фразька сільська рада
| Фразька сільська рада — орган місцевого самоврядування у Рогатинському районі Івано-Франківської області з адміністративним центром у с. Фрага. Історична дата утворення: в 1939 році. 9 березня 1960 р. Станіславський облвиконком ухвалив рішення про приєднання Підкамінської сільради до Ягодівської (тодішня назва Фразької). Івано-Франківська обласна Рада народних депутатів рішенням від 2 грудня 1993 року перейменувала Ягодівську сільраду на Фразьку Водоймища на території, підпорядкованій даній раді: річка Свірж. Сільській раді підпорядковані населені пункти: - с. Фрага - с. Беньківці - с. Підбір'я |

## Склад ради
Рада складається з 16 депутатів та голови.

### Керівний склад ради
| ПІБ                    | Основні відомості                                                 | Дата обрання | Дата звільнення |
| ---------------------- | ----------------------------------------------------------------- | ------------ | --------------- |
| Хандій Іван Васильович | Сільський голова, 1958 року народження, освіта, безпартійний      | 26.03.2006   | 31.10.2010      |
| Хандій Іван Васильович | Сільський голова, 1958 року народження, освіта вища, безпартійний | 31.10.2010   |                 |

Примітка: таблиця складена за даними джерела